# Мак-Клейн (округ)
Округ Мак-Клейн (англ. McClain County) располагается в штате Оклахома, США. Официально образован в 1907 году. По состоянию на 2013 год, численность населения составляла 36 511 человек.

## География
По данным Бюро переписи США, общая площадь округа равняется 1502,202 км2, из которых 1478,891 км2 суша и 24,864 км2 или 1,600 % это водоёмы.

## Население
По данным переписи населения 2010 года в округе проживает 34 506 жителей в составе 12 891 домашних хозяйств и 9 785 семей. Плотность населения составляет 23,00 человека на км2. На территории округа насчитывается 13 996 жилых строений, при плотности застройки около 9,30-ти строений на км2. Расовый состав населения: белые — 84,50 %, афроамериканцы — 0,70 %, коренные американцы (индейцы) — 6,40 %, азиаты — 0,40 %, гавайцы — 0,10 %, представители других рас — 2,70 %, представители двух или более рас — 5,30 %. Испаноязычные составляли 7,00 % населения независимо от расы.
В составе 37,40 % из общего числа домашних хозяйств проживают дети в возрасте до 18 лет, 61,30 % домашних хозяйств представляют собой супружеские пары проживающие вместе, 9,90 % домашних хозяйств] представляют собой одиноких женщин без супруга, 24,10 % домашних хозяйств не имеют отношения к семьям, 20,10 % домашних хозяйств состоят из одного человека, 8,10 % домашних хозяйств состоят из престарелых (65 лет и старше), проживающих в одиночестве. Средний размер домашнего хозяйства составляет 2,66 человека, и средний размер семьи 3,06 человека.
Возрастной состав округа: 26,60 % моложе 18 лет, 6,90 % от 18 до 24, 25,70 % от 25 до 44, 27,60 % от 45 до 64 и 27,60 % от 65 и старше. Средний возраст жителя округа 38.2 лет. На каждые 100 женщин приходится 98,50 мужчин. На каждые 100 женщин старше 18 лет приходится 95,40 мужчин.
Средний доход на домохозяйство в округе составлял 56 126 USD, на семью — 67 948 USD. Среднестатистический заработок мужчины был 42 262 USD против 32 821 USD для женщины. Доход на душу населения составлял 24 898 USD. Около 8,00 % семей и 12,00 % общего населения находились ниже черты бедности, в том числе — 11,00 % молодёжи (тех, кому ещё не исполнилось 18 лет) и 8,00 % тех, кому было уже больше 65 лет.